# 乌恰顶冰花
乌恰顶冰花（学名：Gagea olgae）为百合科顶冰花属下的一个种。